# شاهین دودی
شاهین دودی (نام علمی: Falco concolor) یک گونه شاهین با اندازه متوسط و گونه در نزدیکی تهدید است. این پرنده از آفریقا تا جنوب خلیج فارس و در ایران نیز یافت می‌شود.